# Metronet (Internetprovider)
Metronet Kommunikationsdienste GmbH & Co. KG war ein Internetprovider mit Sitz in Köln, der in der Mitte der 1990er Jahre für Heimanwender einen erschwinglichen Internetzugang auch außerhalb von Unternehmen anbot. Beworben und verteilt wurde die damals noch notwendige Zugangssoftware (Dialer, Browser) ab August 1996 auf CD-ROM durch die zur Metro-Gruppe gehörenden Vobis-Filialen für eine Schutzgebühr von 3 DM.
Es wurde eine Grundgebühr von 9,99 DM (für Analogverbindungen, 19,99 DM für ISDN) im Monat verlangt. Dies stellte quasi eine Flatrate für den Internetzugang dar. Allerdings entstanden für die Verbindung zum nächsten Einwahlknoten Telefonkosten. Die Einwahl lief über einen von rund 50 Einwahl-Knoten in Deutschland, die zunächst über jeweilige Festnetznummern erreichbar waren. Für die Verbindung wurden dann je nach Entfernung des Wohnorts zum Einwahlknoten Orts- oder auch Ferngesprächs(telefon)kosten fällig. Im damals noch monopolistischen Telefonmarkt war dies oft mit hohen Verbindungskosten verbunden.  Eine bundesweit einheitliche 0180er-Rufnummer vereinfachte die Einwahl später. Diese Rufnummer war im Einwahlprogramm dann bereits vorkonfiguriert. 
Allerdings musste man viel Zeit für das Surfen mitbringen, denn metronet hatte am Anfang sehr mit der zu geringen Anzahl von Einwahl-Leitungen zu kämpfen. Besonders in den Abendstunden (ab 21 Uhr galt der Mondscheintarif der Deutschen Telekom, der Ortsgespräche für unter 2 DM pro Stunde ermöglichte) konnte es u. U. eine halbe Stunde oder länger dauern, bis die Verbindung hergestellt war. Einmal verbunden, klagten viele Nutzer über geringe Datendurchsätze. Da der Dienst preiswerter als AOL, Compuserve und T-Online war, wurde dies allerdings von vielen Nutzern in Kauf genommen.
Eine erhebliche Einschränkung war zudem, dass Metronet keinen direkten Zugriff auf das Internet erlaubte. Kommunikation war ausschließlich über Web-Proxy und andere von Metronet bereitgestellte Server bzw. Dienste (Mail, News, IRC) möglich.
Metronet ist in Primus-Online übergegangen, wurde später von debitel übernommen und bis zum 1. Dezember 2010 unter dem Namen debitel.net weitergeführt.